# 11138 Хотакадаке
11138 Хотакадаке (11138 Hotakadake) — астероїд головного поясу, відкритий 14 грудня 1996 року.
Тіссеранів параметр щодо Юпітера — 3,394.